# Casalecchio di Reno

Casalecchio di Reno (Caṡalàcc’ en dialecte bolonais de la langue émilienne) est une ville d'environ 36 800 habitants située dans la ville métropolitaine de Bologne dans la région Émilie-Romagne, dans le Nord de l'Italie.

## Géographie
Située à une altitude variant de 60 à 368 mètres (61 m devant la mairie), la commune de Casalecchio est une des plus petites communes de la province de Bologne en superficie, avec une partie de plaine de long du Reno (fleuve) qui, sur une longueur de 3 km, la sépare de la partie en colline qui marque le début de l’Apennin émilien. Les confins sont ceux des communes de Bologne, Sasso Marconi et Zola Predosa.

Casalecchio se trouve sur le nœud routier de la SS64 de Bologne à Pistoia, en Toscane, et à la bretelle autoroutière de la A1 Milan-Ancône et A1-A14 Bologne-Florence.

La cité est desservie par la ligne de chemin de fer Bologne-Florence

Grandes villes voisines :
- Bologne 6 km
- Modène 31 km
- Milan 198 km
- Florence 79 km
- Padoue 114 km

## Histoire
Le nom de Casalecchio vient de Casaliculum, qui signifie en latin "petite agglomération de maisons". La présence humaine sur le territoire remonte au paléolithique, selon les découvertes archéologiques datant de cette période (céramiques). On note la présence des civilisations étrusque, celtique et romaine (l'aqueduc et la centuriation romaine).
Durant les invasions barbares, la cité située sur les voies de circulation subit un dépeuplement en direction des montagnes voisines.

À Casalecchio, le canale di Reno, du XIIe siècle, prend son eau du fleuve Reno grâce à l’imposant barrage (construit à la même époque) barrant son cours et alimentant les canaux de Bologne. La construction de châteaux et forteresses sur la commune l’engagea pendant des siècles dans les guerres de factions liées à la ville de Bologne.
À partir du milieu du XVIe siècle, la commune connut un regain d’activité par la construction de villas, d'oratoires, d’églises et le développement de l’agriculture. Elle devint ainsi, par ses parcs et jardins, un des principaux pôles d’attraction pour les citadins de Bologne.
Vers le XIXe siècle, la révolution industrielle détermina la transformation, le développement de fabriques, la construction de voies de communication et moyens de transport.

Si la première guerre mondiale laissa des signes de lutte, la seconde guerre fut à l’origine des plus grandes destructions touchant principalement Casalecchio. La reconstruction fut intense et toucha tous les secteurs de l’économie et la cité connut un accroissement de population à partir des années 1950, avec un doublement de la population tous les 10 ans entre 1951 et 1971.

## Monuments et lieux d’intérêt
- Église de San Giovanni Battista
- Église de Santa Lucia
- Église de San Martino de Tours
- Église de Sant'Antonio et de Sant'Andrea
- Église de San Biagio
- Église de San Luigi
- Église de la Santa Croce di Casalecchio di Reno
- Villa Sampieri-Talon
- Villa Marullina
- Villa Toiano
- Villa Volpe
- Barrage de Casalecchio
- Parc du barrage (ex Parc Talon)
- Parc Rodari

## Économie
L’agriculture base sur la production céréalière (blé, fourrage), maraîchère, viticole et fruitière et l’élevage en périphérie de la cité. Les zones artisanales pour la mécanique, l’industrie du meuble, l’industrie textile et autres matières synthétiques profitent du voisinage de Bologne et de l’imposant réseau routier, autoroutier et ferroviaire. Le centre commercial Gran Reno est par ailleurs installé dans la commune.

## Fêtes et évènements
- Fête de la St Martin, début novembre
- Fête de la glace artisanale, mi-juillet
- Fête de fin d’été, deuxième semaine d’août, spectacles et gastronomie
- Marché le mercredi.

## Administration
| Période                                  | Période  | Identité         | Étiquette       | Qualité |
| ---------------------------------------- | -------- | ---------------- | --------------- | ------- |
| 14 juin 2004                             | En cours | Simone Gamberini | Centro-Sinistra |         |
| Les données manquantes sont à compléter. |          |                  |                 |         |

### Hameaux
Ceretolo, Croce, San Biagio, Tizzano

### Communes limitrophes
Bologne (7 km), Sasso Marconi (9 km), Zola Predosa (5 km)

## Population

### Évolution de la population en janvier de chaque année
| 1861  | 1901  | 1921  | 1951   | 1961   | 1971   | 1981   | 1991   | 2001   |
| ----- | ----- | ----- | ------ | ------ | ------ | ------ | ------ | ------ |
| 2 315 | 3 698 | 5 737 | 10 093 | 19 404 | 36 674 | 35 915 | 34 503 | 33 029 |

| 2011   | - | - | - | - | - | - | - | - |
| ------ | - | - | - | - | - | - | - | - |
| 35 761 | - | - | - | - | - | - | - | - |

### Ethnies et minorités étrangères
Selon les données de l’Institut national de statistique (ISTAT) au 1er janvier 2011 la population étrangère résidente et déclarée était de 3 560 personnes, soit 10 % de la population résidente.
Les nationalités majoritairement représentatives étaient :
| Pos. | Pays        | Population |
| ---- | ----------- | ---------- |
| 1    | Roumanie    | 725        |
| 2    | Albanie     | 365        |
| 3    | Moldavie    | 318        |
| 3    | Maroc       | 308        |
| 5    | Philippines | 306        |
| 6    | Ukraine     | 208        |
| 7    | Tunisie     | 127        |
| 8    | Chine       | 115        |
| 9    | Macédoine   | 107        |
| 10   | Pakistan    | 103        |

### Personnalités liées à la commune

#### Nés à Casalecchio di Reno
- Egano Righi-Lambertini (1906-2000), cardinal
- Dino Dondi (1925-2007), artiste lyrique (baryton)
- Laura Betti (1927-2004), actrice
- Alessandro Cocchi (1936), chimiste, professeur à l'Université de Bologne

#### Personnalités décédées à Casalecchio di Reno
- Fabio Fabbi (peintre) (1861-1946)

## Jumelages
- Romainville (France)
- Pápa (Hongrie)
- Trenčín (Slovaquie)